# F-15J (航空機)
F-15J イーグル
米空軍所属のKC-135から撮影されたF-15DJ
（2009年7月30日撮影）
- 用途：戦闘機
- 分類：戦闘機
- 設計者：ジョージ・グラーフ
- 製造者：三菱重工業（ライセンス生産）
- 運用者： 日本（航空自衛隊）
- 初飛行：1980年6月4日
- 生産数：213機
- 運用開始：1981年12月7日
- 運用状況：現役
- ユニットコスト：86億-101億5600万円
- 原型機：F-15C/D イーグル

F-15Jは、アメリカ合衆国のマクダネル・ダグラス社（現ボーイング社）が開発したF-15C/Dイーグルを、三菱重工業が中心となり、日本の航空自衛隊向けにノックダウン及びライセンス生産した制空戦闘機である。単座のF-15Cを原型とする「F-15J」と、機体能力は同一のまま複座としたF-15Dを原型とする「F-15DJ」の2機種があるが、この記事ではその双方について述べる。

## 概要

離陸する第306飛行隊所属F-15J（近代化改修機）

航空自衛隊の第3次F-X計画により、米マクドネル・ダグラス社のF-15C/Dを導入。本機は航空自衛隊の運用に合わせてライセンス国産化された日本仕様機である。
1977年（昭和52年）12月に制式採用され、三菱重工業を主契約社とし、単座型のF-15J165機と複座型F-15DJ48機の計213機が製造された。これは開発国アメリカに次ぐ保有数となっており、アメリカ国外での使用機総数356機の約6割を占めている。
2023年（令和5年）3月31日時点で200機を運用しており、90 %以上の高可働率を維持している。当初の調達価格は約70億円とされたが、1990年度の調達価格は約86億円 であり、最終的には101億5600万円まで上昇した。
航空自衛隊とアメリカ空軍のF-15に外見的な大きな違いはなく、国籍標識（日の丸）や迷彩塗装の色調、電子戦関連アンテナ類の有無や形状の違い、操縦席後方右側面の空調用丸型排気口の有無（近代化改修機）などが主な識別点として挙げられる。
基本性能の優秀さと高い拡張性を生かした独自の近代化改修によって段階的に能力向上が図られ、導入から40年近くを経た2024年（令和6年）現在も日本の主力戦闘機として防空任務に就いている。

### 名称
三菱 とボーイングの日本法人では『F-15J』 と表記しているが、航空自衛隊では原型機と同じく『F-15』と表記している。
愛称は原型機と同じく「イーグル」。パイロットは『イーグルドライバー』と呼ばれる。

## 導入経緯

### 第3次F-X選定作業
1974年（昭和49年）に提出された来年度予算案にて、初めて主力のF-104J/DJとF-4EJの後継機、第3次F-X調査費が盛り込まれた。
翌年の1975年（昭和50年）より選定作業が開始され、調査では13種挙げていた候補から7機種に絞った。
- F-14（アメリカ：グラマン社）[10]
- F-15（アメリカ：マクダネル・ダグラス社）[10]
- F-16（アメリカ：ジェネラル・ダイナミクス社）[10]
- F-17（アメリカ：ノースロップ社）[10]
- ミラージュF1（フランス：ダッソー社）[10]
- J37（スウェーデン：SAAB社）[10]
- トーネード IDS（英独伊共同開発）[10]

この7機種に対して、防衛庁（当時）は調査団をそれぞれ派遣した。1976年（昭和51年）には調査結果をもとにF-14、F-15、F-16の3機種を候補として選出し、再度調査団が派遣された。その後、（当時）F-16は「昼間格闘戦闘機」であり、全天候下の要撃戦闘能力や長期間の運用を考慮した結果、航空自衛隊の求める性能を有していないとして、実質的にF-14とF-15の一騎討ちとなった。
F-14とF-15は性能やアビオニクス類などは同等と判断されたが、上昇力や加速力、ドッグファイト能力においてF-15に分があるとされた。また、コストパフォーマンスもF-15が優れていると結論付けられ、1976年（昭和51年）の暮れに実質的にF-15に内定した。しかし、同年12月21日に行われた国家安全保障会議にて、次年度予算に組み込むには審議を行う時間が十分でないとして、制式決定は1年先延ばしとなった。
その最中、1976年（昭和51年）10月に入間基地で行われた「第5回国際航空ショー」では、F-14とF-15の熾烈な売り込み合戦が行われた。この時点でF-X選定作業はほぼ完了し、F-15の導入がほぼ確実とされていたが、グラマン社は起死回生を狙い、西太平洋を航行していた原子力空母「エンタープライズ」のアメリカ海軍第2戦闘飛行隊のF-14Aを呼び寄せた。対するマクダネル・ダグラス社も、アメリカ建国200年記念塗装を施したTF-15A（後にF-15Bと改称）を米本土より飛来させた。F-14とF-15の二機はその飛行性能を最大限に主張すべく、展示飛行を行った。無論、他のF-X参加企業も自社ブースにて宣伝活動を行うが、前者の二社には及ばなかった。

### 制式採用
1977年（昭和52年）12月28日に行われた国家安全保障会議にて、航空自衛隊の次期主力戦闘機としてF-15J/DJを制式採用した。アメリカ側はこのF-15導入計画を「ピースイーグル計画」と呼称し、同年3月29日に予算が下りることを前提として三菱重工業、マクダネル・ダグラス間でライセンス契約の調印がなされた。そして、1978（昭和53）年度予算で初めて23機の調達が決定した。
1978年（昭和53年）4月、直ちに生産内示が出され、日本の技術者はマクダネル・ダグラス社のセントルイス工場へ派遣され、生産計画やノックダウンキット、治工具系列等国産化に必要な調整を行った。7月には国産を承認された部品の生産を支援するため、アメリカの企業から40名の技術者が派遣された。1980年（昭和55年）7月になってマクダネル・ダグラス社のセントルイス工場で、航空自衛隊に最初の機体が引き渡された。10月にエドワーズ空軍基地での29回の飛行検査後一旦アメリカ空軍に返され、3月1日に沖縄県の米空軍嘉手納基地に空輸、この時初めて2機のF-15Jに日の丸の国籍標識が入った。
航空自衛隊パイロットの適合訓練の終了を待った約1か月後の3月27日、アメリカ空軍のパイロット2名によって嘉手納から岐阜基地へ空輸された。そこで到着したばかりの2機のF-15Jをバックに、防衛庁関係者や企業関係者による記念撮影が行われている。なお、この最初の2機（02-8801/802）は三菱重工で再組み立てを受けている。続く8機（12-8803～22-8810）はノックダウン生産、残りは部品を国産化したライセンス生産で155機（22-8811～82-8965）を調達した。当初、F-15は4個飛行隊分に当たる100機を10年かけて調達する計画でスタートした。昭和56年度中期業務見積りを承認した1982年（昭和57年）の国防会議において155機へ修正、1985年（昭和60年）に187機、1990年（平成2年）に223機へと増勢されていったものの、中期防衛力整備計画により1992年（平成4年）に210機へと削減され、1995年（平成7年）に213機となった。
J型は1998年（平成10年）11月4日の165号機、DJ型は1999年（平成11年）10月25日の48号機（92-8098：098号機）の生産で終了し、合計213機の調達となった。F-15DJはJ型と同時に、最初の12機（F-15DのBlock 26相当、12-8051～52-8062）を完成品輸入、8機（82-8063～92-8070）をノックダウン生産、28機（02-8071～92-8098）をライセンス生産で調達した。
製造に関わった国内企業は、以下の通りである。
| 企業名                                                  | 担当 |
| ------------------------------------------------------- | --- |
| 三菱重工業（主契約社）                                  | 前・中部胴体、機体最終組立て |
| 川崎重工業                                              | 主翼、後胴、水平・垂直尾翼 |
| 住友精密工業                                            | 脚部 |
| 富士重工業                                              | 前脚・主脚扉、チタン合金ケミカルミーリング（化学研削）加工 |
| 日本飛行機                                              | パイロン、LAU-114 AAMランチャー |
| 新明和工業                                              | 600ガロン機外増加燃料タンク |
| 石川島播磨重工業                                        | F100 ターボファンエンジン |
| 日特金属工業株式会社 （現在は住友重機械工業に吸収合併） | JM61A1 20 mm機関砲システム |
| 三菱電機                                                | AN/APG-63 火器管制レーダー、AN/ARC-164 UHF無線機、OA-8639/ADR UHF/DF装置、OD-60/A インディケーターグループ、AN/ASN-108 姿勢方位基準装置、AN/ASK-6 対気諸元計算装置、CP-1075/AYK セントラルコンピューター |
| 日本電気                                                | AN/ARN-118（V） TACAN装置 |
| 日立製作所                                              | J/ASW-10 データリンク装置 |
| 東洋通信機 （現在はNECネットワーク・センサに吸収合併）  | AN/APX-101（V） IFF応答装置、AN/APX-76A（V） IFF質問装置 |
| 島津製作所                                              | AN/AVQ-20 ヘッド・アップ・ディスプレイ |
| 東京芝浦電気                                            | CN-1377/AWG リードコンピューティング・ジャイロ、AN/ASN-109 慣性航法装置 |
| 東京計器                                                | J/APR-4 レーダー警報受信機 |
当初の調達価格は約70億円とされたが、最終的に101億5600万円まで上昇した。

## 運用

### 部隊配備

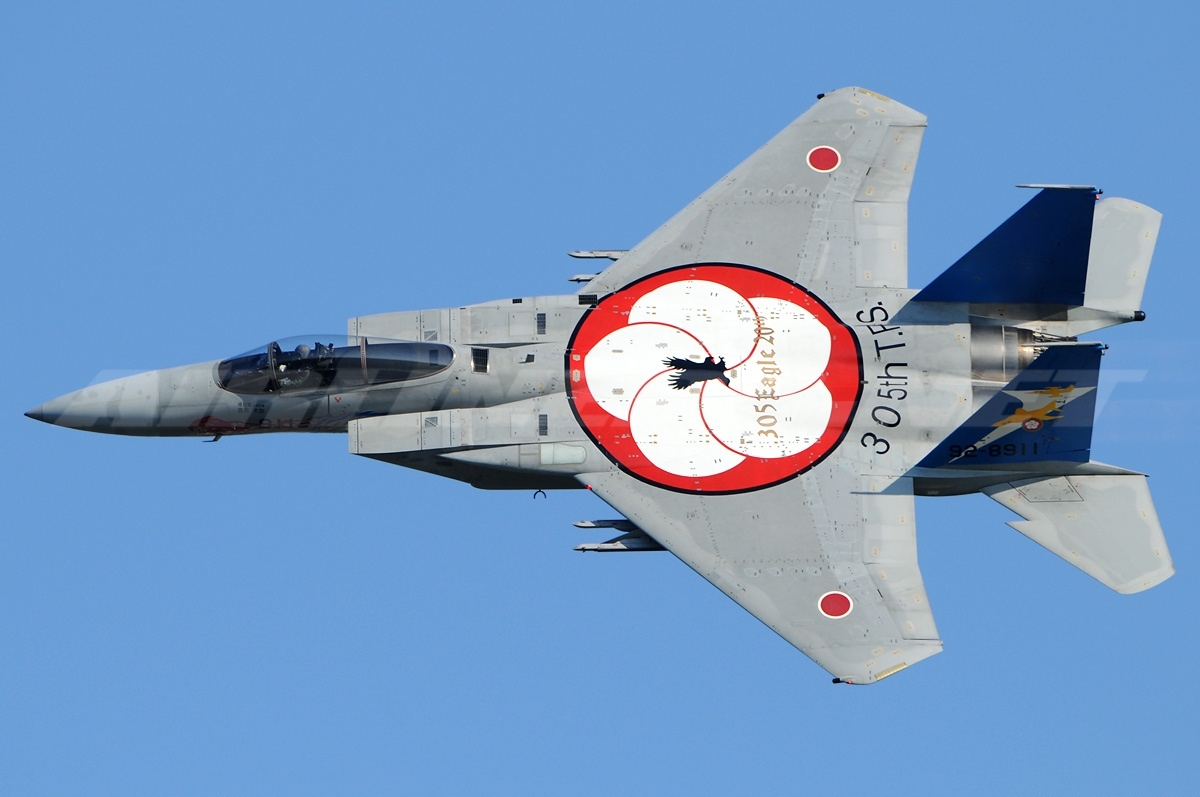
第305飛行隊のマークである梅花の特別塗装を施したF-15J

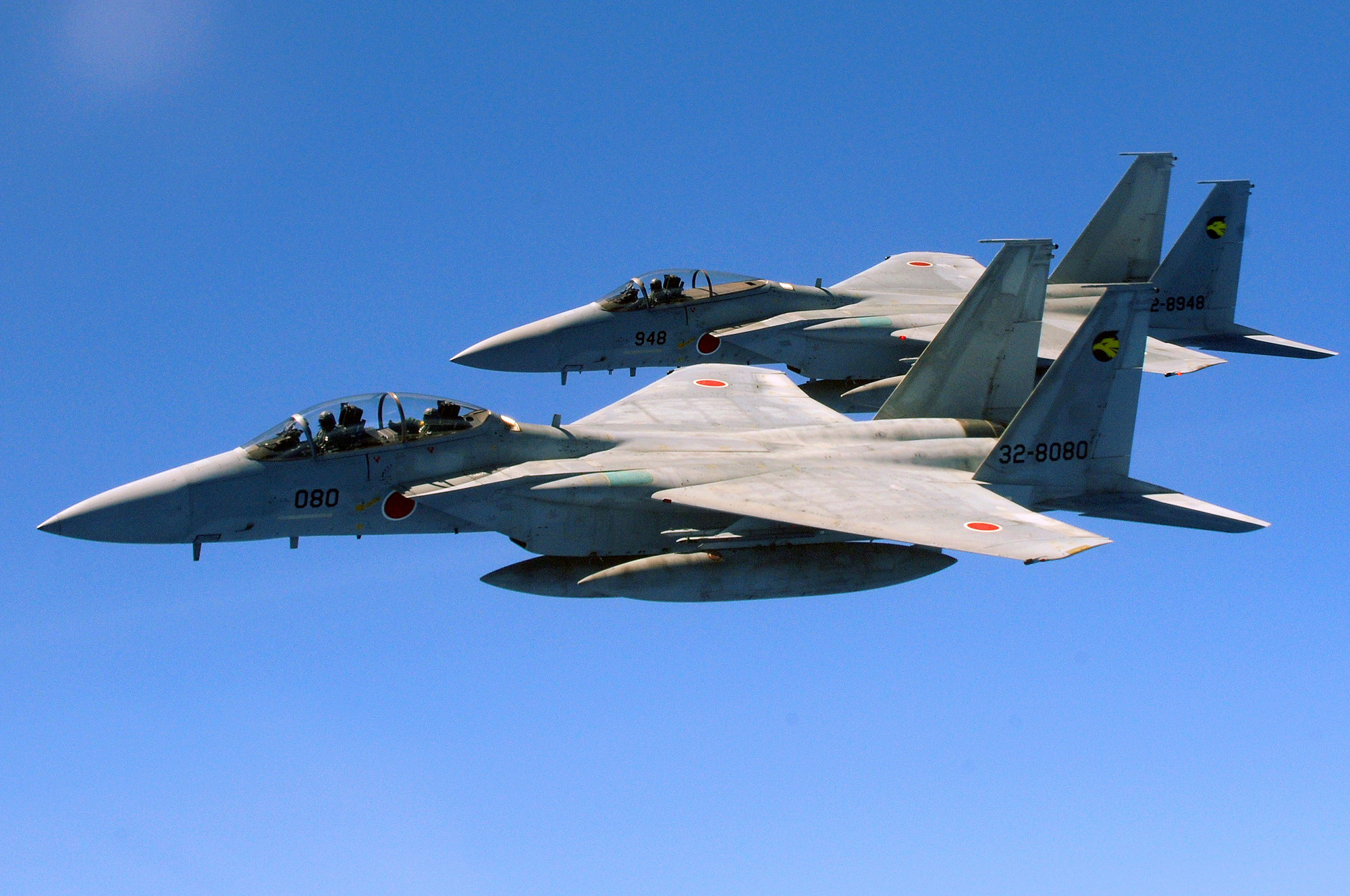
複座型のF-15DJ（手前）と単座型のF-15J（奥）
第6航空団第306飛行隊所属機。

F-15J/DJは、F-104J/DJ飛行隊である200番台の飛行隊、及びF-4EJ飛行隊である300番台の飛行隊に配備された。1981年（昭和56年）12月7日に、ルーク空軍基地でアメリカ空軍要員と共に訓練を受けた操縦士が中心となり、新田原基地に臨時F-15飛行隊が編成され、1982年（昭和57年）12月21日に第202飛行隊（元F-104J/DJ装備）へ改編した。F-15J要員の転換訓練部隊でもあった第202飛行隊には、複座型であるF-15DJが集中的に配備された。以後、千歳基地の第203飛行隊（元F-104J/DJ装備）が1984年（昭和59年）3月24日、百里基地の第204飛行隊（元F-104J/DJ装備）が1985年（昭和60年）3月2日、千歳基地の第201飛行隊（元F-104J/DJ装備）が1986年（昭和61年）3月19日、小松基地の第303飛行隊（元F-4EJ装備）が1987年（昭和62年）12月1日、築城基地の第304飛行隊（元F-4EJ装備）が1990年（平成2年）1月20日、百里基地の第305飛行隊（元F-4EJ装備）が1993年（平成5年）8月2日、小松基地の第306飛行隊（元F-4EJ改装備）が1997年（平成9年）3月18日に装備機をF-15J/DJに改編 し、8個飛行隊編成となった。その後、T-2での教育を終えた操縦士への機種転換訓練を行ってきた第202飛行隊は、教育飛行隊の新設にともない2000年（平成12年）10月3日に解隊、これに先行してF-15臨時飛行教育航空隊が1999年（平成11年）8月に発足、2000年（平成12年）10月3日に第23飛行隊へ改編され、現在は7個飛行隊+1個教育飛行隊となっている。
新田原基地の飛行教導隊（2014年（平成26年）8月1日に航空戦術教導団飛行教導群に改組）も1990年（平成2年）4月12日に5機のF-15DJを受領し、装備機をT-2から更新した。
F-104Jが実戦部隊から退いた1986年（昭和61年）以降、主力戦闘機として運用されている。事故で13機が失われており（喪失事故参照）、2025年（令和7年）3月末時点での保有数は200機である。
航空自衛隊機の機体番号はアメリカ空軍と同じ7桁表記（xx-xxxx）だが、番号の持つ意味が異なり、最初の2桁は領収年度（西暦の下1桁）と登録順位（F-15J/DJ:2。F-2A/B:3、E-2C･E-767:4、C-130H:5、T-4:6、F-4EJ･RF-4E･KC-767:7、C-1･C-2:8、F-35A:9）、-以下の4桁は上1桁が機種区分（戦闘機:8。輸送機:1、偵察機:6、練習機:5、その他の固定翼機:3、ヘリ:4）、残りの3桁は機体記号（F-15J:801-965、DJ:051-098。F-35A:701-、F-2A:501-564、B:101-134、F-4EJ:301-440、RF-4E:901-914、E-2C:451-463、E-767:501-504、T-4:601-812、KC-767:601-604、C-130H:071-086、C-1:001-031、C-2:201-）を表している。
2016年（平成28年）7月現在、F-15J/DJは以下の7個飛行隊、1個教育飛行隊、飛行教導群、飛行開発実験団、第1術科学校において運用されている。2009年（平成21年）1月19日に第204飛行隊が百里基地から那覇基地に移駐し、第7航空団から第83航空隊に編入されている。2016年（平成28年）1月31日には第304飛行隊が築城基地から那覇基地へ移駐し、第83飛行隊を廃止して新編された第9航空団に編入されている。また、平成28年度概算要求において、飛行教導群が新田原基地から小松基地へ、第305飛行隊が百里基地から新田原基地へ移駐する計画が明らかになり、2016年（平成28年）6月10日に飛行教導群が新田原基地から小松基地へ移駐、同年8月31日に第305飛行隊が百里基地から新田原基地へ移駐し、第7航空団から第5航空団に編入されている。
- 千歳基地：第2航空団 - 第201飛行隊・第203飛行隊
- 浜松基地：第1術科学校[29]
- 小松基地：第6航空団 - 第303飛行隊・第306飛行隊、航空戦術教導団 - 飛行教導群
- 岐阜基地：飛行開発実験団[30]
- 新田原基地：第5航空団 - 第305飛行隊、飛行教育航空隊 - 第23飛行隊
- 那覇基地：第9航空団 - 第204飛行隊・第304飛行隊

### 喪失事故
撃墜事故を含めて航空自衛隊ではF-15J/DJを合計13機喪失している。特に最初の10年で5機を失っている。
| 発生年月日      | 喪失                                        | 事故状況 | 被害        |
| --------------- | ------------------------------------------- | --- | ----------- |
| 1983年 10月20日 | 第202飛行隊 DJ型 12-8053                    | 夜間訓練中 | 2名殉職     |
| 1987年 3月13日  | 第204飛行隊 J型 42-8840                     | 要撃訓練中の空間識失調による墜落 | 1名殉職     |
| 1988年 6月29日  | 第303飛行隊 J型 22-8804,22-8808             | ACM訓練中の空中衝突 | 2名殉職     |
| 1990年 7月2日   | 第204飛行隊 J型 52-8857                     | 夜間要撃訓練後 | 1名殉職     |
| 1991年 12月31日 | 第201飛行隊 DJ型 12-8079                    | 小松基地着陸進入中の燃料漏れによる爆発 | 1名脱出     |
| 1992年 10月27日 | 第204飛行隊 J型 72-8884 （第305飛行隊貸出） | 帰投中の操縦不能 | 1名殉職     |
| 1993年 10月6日  | 第202飛行隊 DJ型 82-8064 （飛行教導隊貸出） | 燃料系統不良 | 2名救出     |
| 1995年 10月6日  | 第303飛行隊 J型 72-8891                     | 小松基地離陸中エンジントラブルで中止後滑走路外で火災 | 1名自力脱出 |
| 1995年 11月22日 | 第303飛行隊 J型 52-8846                     | ACM訓練中、僚機（62-8870）の誤射したAIM-9が命中したことにより墜落。 F-15全生産機中唯一の航空機による被撃墜。 （詳細はF-15僚機撃墜事故を参照） | 1名脱出     |
| 2008年 9月11日  | 第304飛行隊 J型 72-8883                     | 電源系統の不具合 | 1名脱出     |
| 2011年 7月5日   | 第204飛行隊 J型 72-8879                     | 東シナ海の訓練空域にて、ACM訓練の開始直後に操縦士が訓練中止を宣言、海上に墜落。 同年11月9日、防衛省は「操縦士の意識喪失が原因となった可能性がある」との調査結果を公表した。 | 1名殉職     |
| 2022年 1月31日  | 飛行教導群 DJ型 32-8083                     | 小松基地を離陸後、小松管制隊のレーダーから航跡消失。管制官はオレンジ色の発光を確認、無線で呼び掛けたが応答はなかった。 同年2月10日、航空幕僚長が「墜落と断定した」旨を発表（海中で当該機と断定できる部品等を発見したため）。 2月11日、現場海域で遺体の一部が発見され搭乗員の1人であると特定され、2月13日にはもう1人の遺体が発見され、両名共殉職という結果になった。（詳細は飛行教導群F-15墜落事故を参照） | 2名殉職     |

### 飛行停止措置
2007年（平成19年）11月2日にアメリカ合衆国ミズーリ州で、同州空軍に所属するF-15Cが空中分解し墜落した。このためアメリカ空軍は、11月4日に実戦参加機を除くF-15系（大部分の設計が異なるE型も含む）全機を機体構造の点検のために飛行停止とした。連絡を受けて防衛省も、11月5日には配備しているF-15J/DJ全機を飛行停止とした。墜落事故発生による原因究明までの間に同型機が飛行禁止となる事は珍しいことではないが、この時はF-2A/Bを飛行停止としていた 事も重なり、同20日のF-15J/DJの飛行停止解除までの間、通常配備の日本の防空機はF-4EJ改だけとなった。
2011年（平成23年）10月7日には飛行中の小松基地所属機体に、左主翼の機外燃料タンクと模擬ミサイル弾が取り付け部分を残して脱落する事故が発生。スクランブル待機の機体以外全機が原因判明まで飛行停止となる。

### 非破壊検査システム
防衛庁装備本部が2006（平成18）年度予算で三菱重工業と契約、納期は2009年（平成21年）2月。これはX線透過検査及び超音波探傷機能検査を自動的に行うもの。従来に比べ高い精度で機体の状態（金属疲労の有無など）を正確に測定できる。

### 将来の運用
航空自衛隊が現在進めている近代化改修プログラムにより、F-15J/DJは将来の多様な脅威に対処できる能力を得る。
防衛省から具体的な機体寿命や退役時期などに関する発表はないが、空自の年間飛行時間から換算すると初期生産分の機体が基本寿命である8,000飛行時間を迎えるのは2025年（令和7年）あたりとなる。アメリカ空軍のC/D型には8,000時間を迎えて更に10,000時間まで延長された機体もあり、当初の2倍以上になる18,000時間への延長も検討されている ことから、J/DJ型にも同様の措置がとられる可能性がある。但し近代化改修に対応しないPre-MSIP機については、中期防衛力整備計画（平成26～30年度）において新戦闘機への更新を検討することが明記されている。31中期防では、将来的にPre-MSIP機はF-35A及びF-35Bによって代替することが明記された。また、近代化改修が施された機体については、単座型のJ型68機に対して電子戦能力の向上、スタンドオフミサイルの搭載、搭載ミサイル数の増加等の能力向上を実施する方針である。

### 転用計画

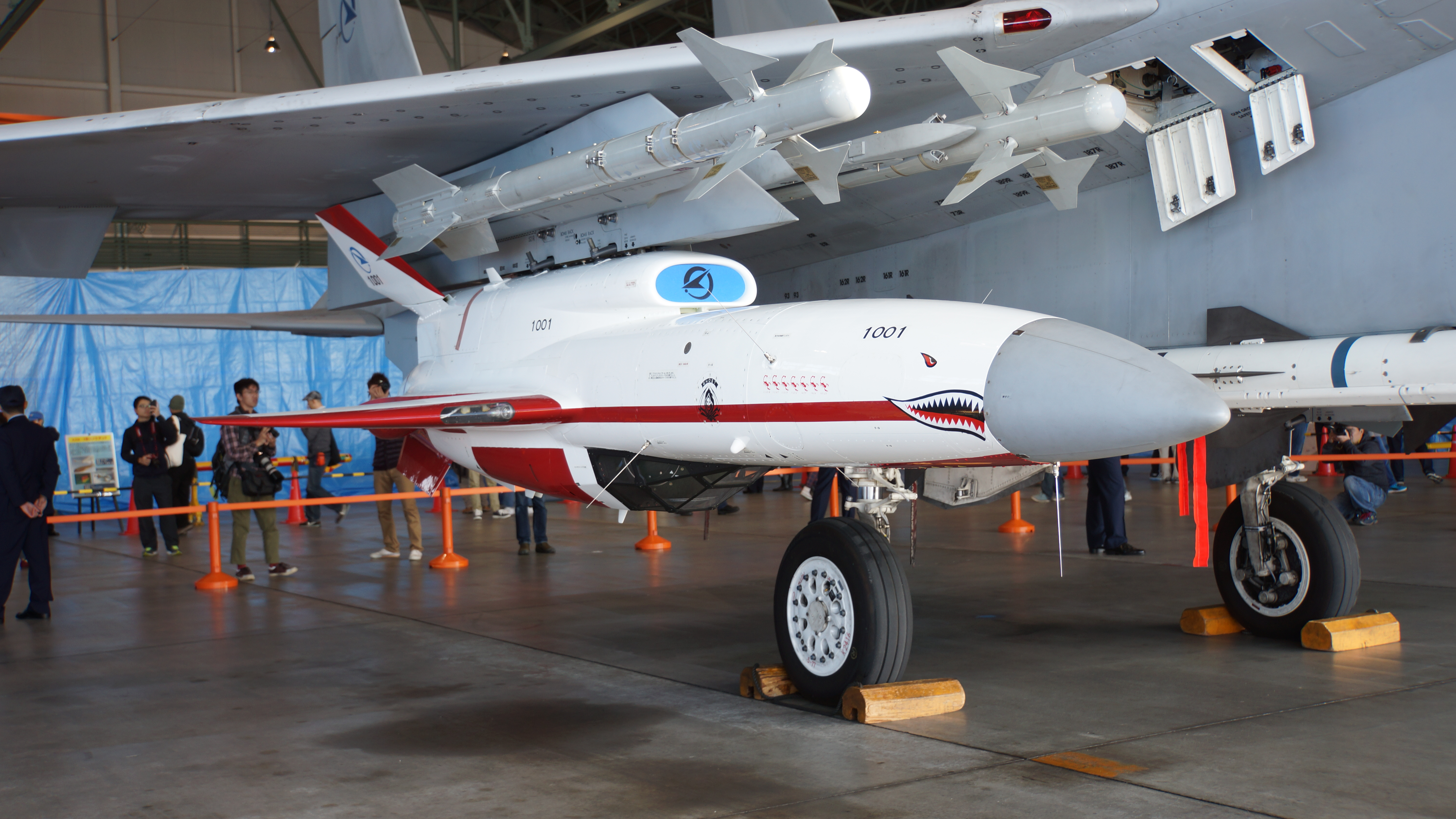
無人機研究システム無人機及び90式空対空誘導弾（AAM-3）

F-15J偵察機転用
防衛庁（現防衛省）は2004年（平成16年）12月にRF-4E/EJ偵察機の後継機として、Pre-MSIP機のF-15Jを使用した試作改修作業を2005年（平成17年）度からの中期防衛計画で行うものとした。これはRF-4EJと同様、外装式偵察ポッドの運用能力を追加する改修だった。
現有RF-4E/EJをすべて置き換えるのではなく、10 - 12機程度を改造配備する予定だった。2010年（平成22年）10月の主契約会社の東芝からの納期猶予の要請に対し、納期延長を実施しても要求性能を充足することはないとして防衛省は不承認として契約解除を協議中と公表し、その後2011年に東芝との契約を正式に解除したため偵察型F-15Jの開発は事実上不可能になった。平成26年度以降に係る防衛計画の大綱の別表では基幹部隊から航空偵察部隊が廃止されており、その代わりに戦闘機部隊数が12から13に、作戦機の戦闘機定数が260から280に増加している。
契約解除後、東芝は国に開発代金約123億円を求めて提訴し国は違約金を求めて反訴。2016年に東京地裁が東芝に対し国に約12億3千万円円を支払うよう命じる判決を言い渡した。その後東芝は判決を不服とし東京高裁に控訴したが国に16億円を支払うことで和解が成立した。
F-15Jから発射、自律飛行した後に航空基地に帰還する無人偵察機の「無人機研究システム」が、F-15J部隊での運用が可能と2012年（平成24年）度に認められた。無人機研究システムは、1995年（平成7年）度から「多用途小型無人機（TACOM）」として開発され、2004年（平成16年）度から2011年（平成23年）度まで「無人機研究システム」として開発されてきた。F-15Jで無人機研究システムを運用することで、実戦配備可能な無人機システムの研究を続ける予定である。
F-15DJ電子戦機転用
広義の電子戦機として、味方にジャミングをかけて電子戦環境下を再現できる電子戦訓練・訓練支援機として、航空自衛隊ではEC-1を1機とYS-11EAを2機、海上自衛隊ではUP-3Dを3機保有し、周辺国の電波情報を収集する電子戦データ収集機として、航空自衛隊ではYS-11EBを4機、海上自衛隊ではEP-3を5機保有しているが、自衛隊では味方戦闘機に随伴して敵にジャミングをかける狭義の電子戦機であるエスコートジャマーは保有していない。
そこで、航空幕僚監部においてエスコートジャマーとしてF-15DJを転用する構想が持ち上がり、防衛省技術研究本部は600ガロン増槽と同じ大きさと形状を持つポッド型の「戦闘機搭載型電子防御装置」の開発を始めた。
2008年（平成20年）度から2013年（平成25年）度にかけてシステム設計と母機改修設計を実施し、送受信部及び探知受信部等を試作した。また、2010年（平成22年）度から2014年（平成26年）度にかけて運用環境下での性能確認試験を行った。

## 機体

### 機体概要

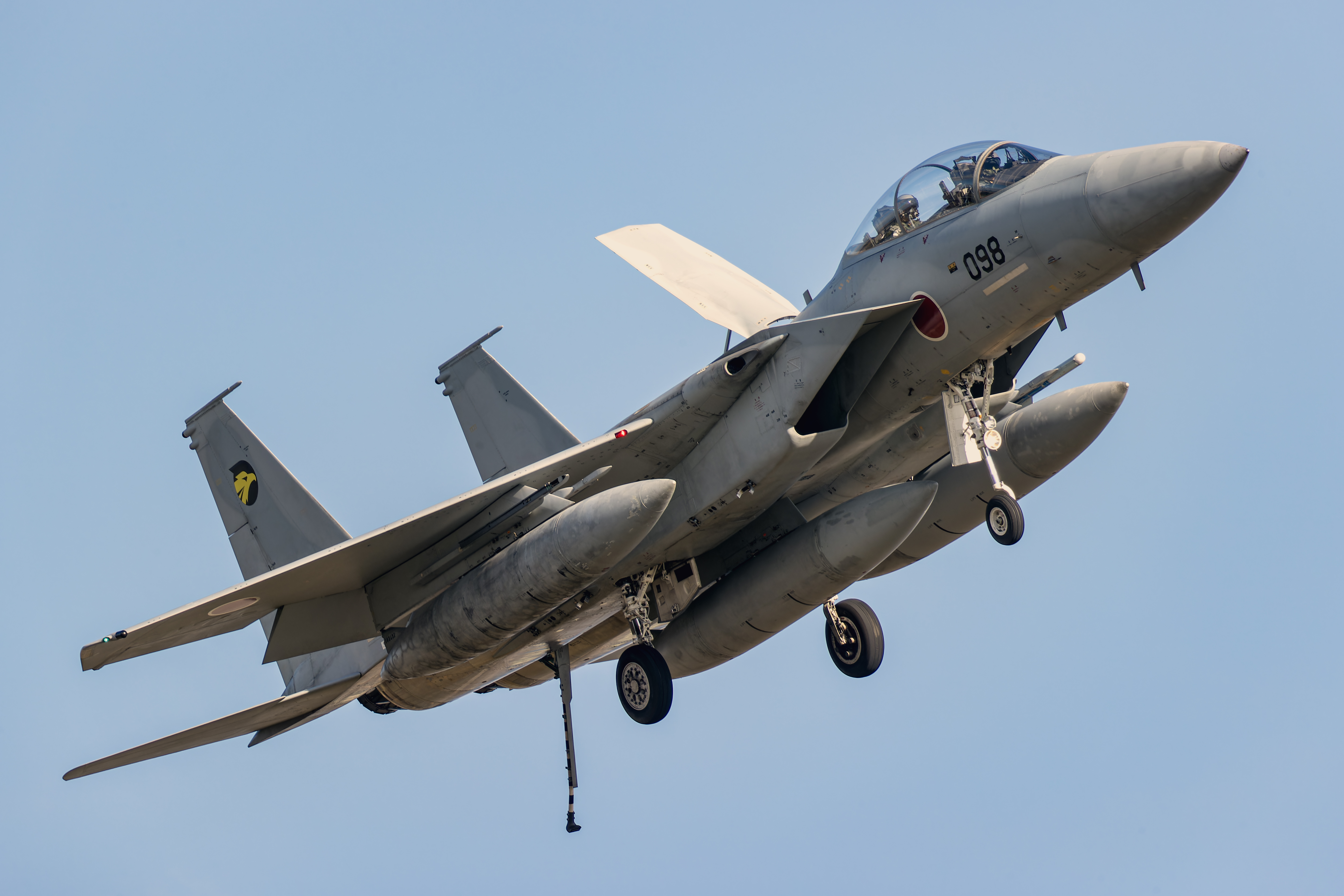
アレスティング・フックを展開して着陸姿勢に入ったF-15DJ

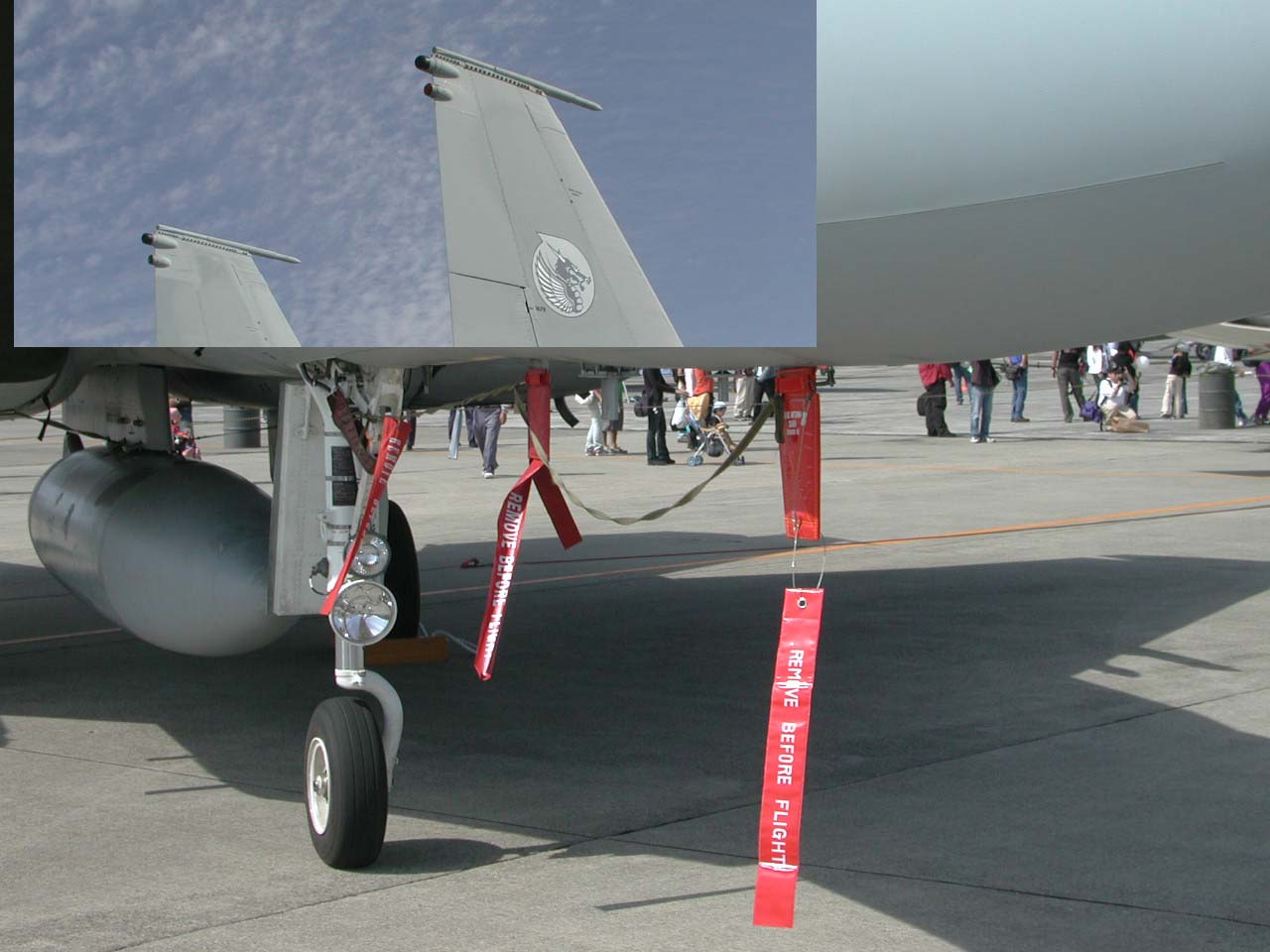
ECMアンテナ

F-15J/DJはF-15C/Dを原型とするが、アメリカ議会から批判を受けた国防総省の決定により提供されなかったTEWS（戦術電子戦システム）については、国内で独自開発したJ/TEWSで代替している。J/TEWSは国産のJ/ALQ-8電波妨害装置とJ/APR-4レーダー警戒受信機、ライセンス生産のAN/ALE-45J射出型妨害装置（チャフ・フレアディスペンサー）で構成される。アメリカ空軍向けF-15C/Dでは左の垂直尾翼先端にECM装置が内蔵されているため左右非対称だが、F-15J/DJの垂直尾翼は左右対称になっており、外見上の大きな識別点にもなっている。
原型機のF-15C/Dは、F-15A/Bに機内燃料タンクの増設やFAST PACKと呼ばれるコンフォーマル・フューエル・タンクの搭載能力付加といった改良を加えた機体であり、F-15J/DJも機内燃料タンクなどの配置はこれに準じている。しかしながら、航空自衛隊はコンフォーマル・フューエル・タンクを保有していない。

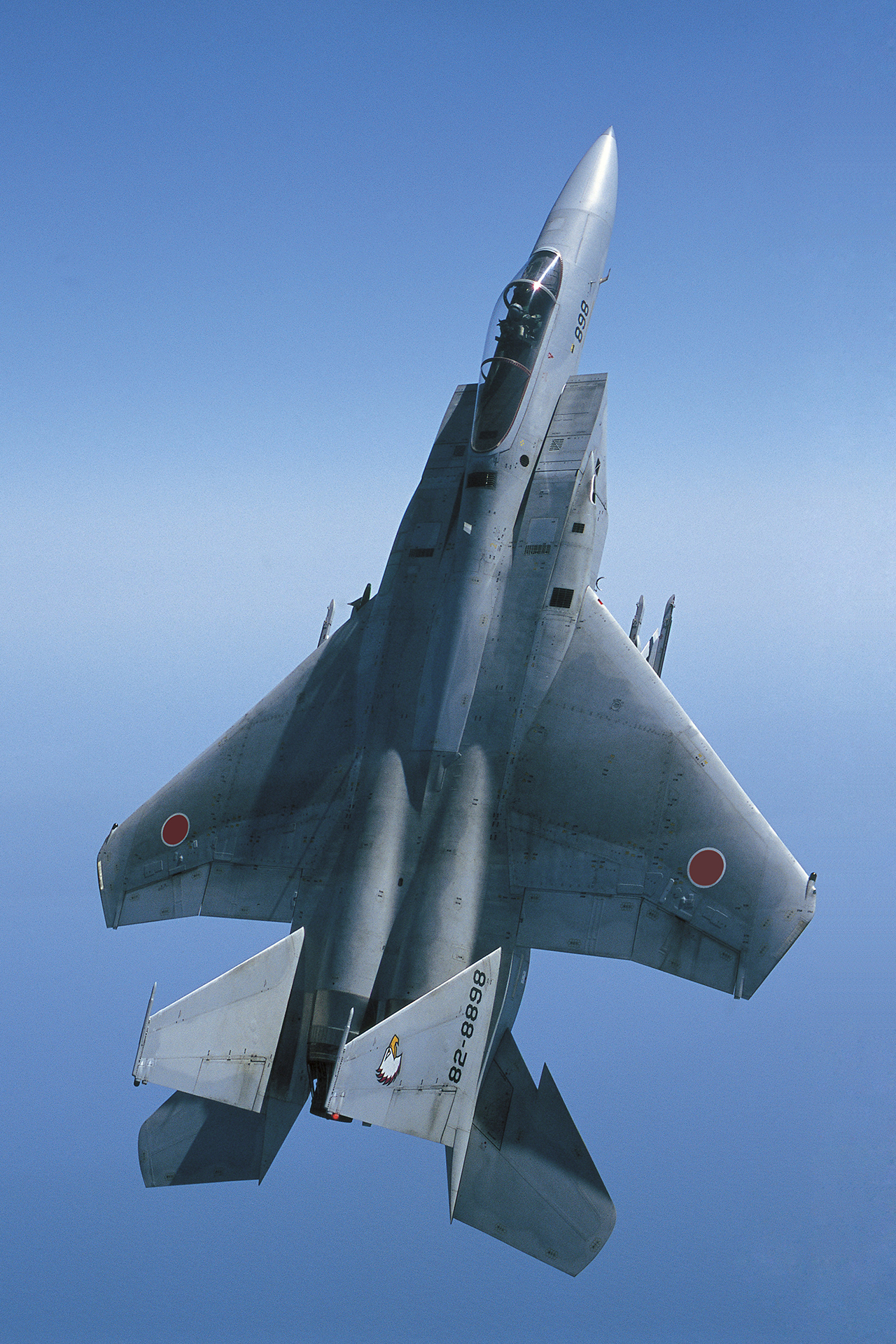

F-4EJ導入の際にも問題となった地上攻撃能力や空中給油能力について当時の国会で野党の追及を受けたが、「対地攻撃専用の計算装置などを有していない」「搭載装置から見ても、他国侵略的・攻撃的脅威を与えるものではない」、「空中警戒待機は有効ではあるがF-4が主力の時期では不要との判断だったが、航空軍事技術の著しい発展のすう勢から、F-15が主力となろう1980年代後半は、有事の際の空中警戒待機の必要が十分予想されるので撤去は望ましくない」などの答弁 の結果、撤去はされていない。
アメリカ国防総省は当時F-15が主力機であったため日本に対する技術情報の開示を規制したが、これは段階的に解除された。日米装備・技術定期協議（S&TF）において旧防衛庁と国防総省の間で交渉が行われ、1981年にはTEWS以外の複合材料やF100ターボファンエンジンといった技術へのアクセスは許可された。なお、独自装備の一つとしてBADGEシステムから時分割データを受信する日立製作所製「J/ASW-10」を搭載している。
1992年（平成4年）10月17日、F-15J（72-8884）が飛行訓練中に操縦不能となり操縦士は緊急脱出したものの、脱出時に頭部を風防に強打して死亡する事故が発生した。対策として事故以降、射出時にキャノピーを破砕するキャノピーブレイカーを座席上部前端に追加装備している。
訓練用に調達した複座型のF-15DJは、コックピット後部に搭載するJ/ALQ-8などの一部機器を省略してあるため、電子戦能力を要する任務の際は胴体下にAN/ALQ-131電子戦ポッドを外部搭載する。
兵装は当初、F-15C/Dと同じく「AIM-9」及び「AIM-7」、固定武装として「JM61A1」を搭載していた。しかし、これらはいずれもライセンス生産での調達で、電子機器類の技術移転が少なかったこともあり、国内メーカーに割に合わないとの不満を生じた。但し、F-15と同時に国産化されたAIM-9Lは、F-4EJ及びF-4EJ改にも装備されている。その後、短距離空対空ミサイルについてはAIM-9の後継として開発された国産の「90式空対空誘導弾（AAM-3）」、およびその後継である「04式空対空誘導弾（AAM-5）」（改修機のみ対応、後述）を運用出来るように改装された。また、中距離空対空ミサイルは、AIM-120シリーズではなく、AIM-7の後継として開発された「99式空対空誘導弾（AAM-4）」に更新されることとなった。
エンジンはプラット・アンド・ホイットニー社製の「F100-PW-100」をIHI（旧石川島播磨重工業）がライセンス生産した「F100-IHI-100」2基を搭載している。生産末期には整備性・耐久性がより向上した「F100-IHI-220E」が標準搭載され、それ以前に生産された機体にも順次換装が進められている。
三菱重工による生産中に何度か機体仕様が変更されており、一般に導入初期の機体をPre-MSIP機（MSIP非適用機）、導入中期からの機体をJ-MSIP機（多段階改良計画適用機）と呼称している。

### 調達時期による大まかな差
C1 - C3ロット：J/APR-4 レーダー警戒装置のみ装備
C4ロット以後（62-8869号機～）：AN/ALE-45（J）射出型妨害装置を追加
C6ロット以後（82-8899号機～）：J-MSIP
C7ロット以後（92-8909号機～）：J/ALQ-8 機上電波妨害装置（J型のみ）及びAN/ARC-182 U/VHF無線機を追加
C8ロット以後（02-8917号機～）：レーダー警戒装置をJ/APR-4Aに換装
C12ロット以後（42-8945号機～）：エンジンをF100-IHI-220Eに換装
C14ロット以後（62-8958号機～）：J/APQ-1 後方警戒装置を追加（J型のみ）、レーダー警戒装置をJ/APR-4Bに換装

### Pre-MSIP(F-15J)
1981年（昭和56年）から1984年（昭和59年）までに納入されたC1～C5ロットの機体を便宜的にPre-MSIP機と呼称する。該当機体は、F-15J 98機（02-8801号機-82-8898号機）とF-15DJ 12機（12-8051号機-52-8062号機）である。 F-15Jの42-8832号機は1991年（平成3年）に地上滑走中の暴走事故により機首部を損傷したため、三菱重工業に陸送後、J-MSIP機として修理再生（結果として近代化改修）された後、小松基地の第303飛行隊に配備された。
射出型妨害装置（チャフ・フレアディスペンサー）は1983年（昭和58年）に納入されたC4ロットの機体から装備されており、未装備で調達された機体にも後日装備されている。

### J-MSIP（Japan-Multi-Stage Improvement Program、F-15J）
日本多段階能力向上計画。米国のMSIPと同様、日本でも調達中に独自の能力向上策を実施した。1985年（昭和60年）以降に納入されたC-6からC-17ロットの103機（J型:82-8899号機-82-8965号機、DJ型:52-8063号機-92-8098号機）に適用された。J型の42-8832号機は、1991年（平成3年）に地上滑走中の暴走事故により機首を破損、修理を兼ねて定期修理（IRAN）入りした際に、Pre-MSIP機からJ-MSIP機へ再生されている。現在のJ-MSIP機の保有数は101機（J型832+899-965=68機、DJ型063-098－墜落3=33機）。
Pre-MSIPとの差異は以下の通り
- MIL-STD-1553Bデータバスの搭載（AIM-7運用用にH009も暫定的に残してある）
- 処理能力向上型セントラルコンピューターへの換装（CP-1075/AYK（別名:AP-1）→CP-1075A/AYK（別名:AP-1R））
- 新型空対空ミサイル（AAM-4）搭載のための火器管制装置の性能向上に向けた電気配線の追加
- 兵装制御盤をアナログ式から画面式のMPCD に変更
- 火器管制セットをAN/AWG-20 PACS に変更
- 音声用無線機の換装（AN/ARC-164→AN/ARC-182）
- F-15J 42-8945号機以降、F-15DJ 52-8088号機以降の機体のエンジンを電子制御化と耐久性の向上を図ったF100-IHI-220Eへ変更（但し、Pre-MSIP機を含む-100装備機も-220E相当に改修されている）
- F-15J 62-8958号機以降にはJ/APQ-1後方警戒装置を追加装備

### F-15J/DJ新型空対空ミサイル対応改修
当初はF-15J/DJのJ-MSIP機の定期修理（IRAN）時に行われていたが、最近ではJ-MSIP機を対象とした近代化改修計画に組み込まれている。
改修内容は、AAM-4・AIM-120双方およびAAM-5の運用能力の追加である。具体的な改修機の数は公表されていない。
AAM-4・AIM-120搭載改修
- セントラルコンピュータおよびレーダーのOFPの書き換え（AIM-120Bの試験運用時に製作されたプログラムの書き換え）
- ランチャーをLAU-106/Aから対応改修が施されたLAU-106A/Aに換装。LAU-106A/AにはAIM-7用のアンビリカルコネクタも残してあるため改修後もAIM-7の運用が可能である。
- 火器管制セットの換装（AN/AWG-20→AN/AWG-27）
- J/ARG-1 指令誘導装置の搭載
- J/APR-4Aレーダー警戒装置とJ/ALQ-8 機上電波妨害装置の改修
- AN/APG-63のプレートアンテナ上のAAIインテロゲートアンテナの改修

改修機の外見での識別点は以下の二点だが、機体の近くに寄ってLAU-106A/Aを確認する以外に有効な確認方法がないため、識別は困難である。
- St.3及びSt.4、St.6及びSt.7のLAU-106/Aミサイルランチャー中央部の製造者銘板を前方に移動し、銘板のあった位置のやや後方にコネクターを追加
- ミサイル取り付けリング中央部のワイヤーの除去

AAM-5搭載改修
- LAU-114ランチャーのパイロン内にスイッチボックスを追加（飛行教導隊の機体はLAU-128に換装）

### 対地攻撃能力
防衛庁（当時）による昭和53年3月4日付け「F-15の対地攻撃機能と空中給油装置について」では、「ある程度の対地攻撃機能を付随的に併有しているが、空対地誘導弾や核爆撃のための装置あるいは地形の変化に対応しつつ低空から目標地点に侵入するための装置を搭載しておらず、この機能は、主として目視による目標識別及び照準をおこなうことができる状況下において、通常爆弾による支援戦闘を行うための限定されたものである。なお、F-15は、対地攻撃専用の計算装置などを有しておらず、対地攻撃の機能に必要な情報処理などは、要撃戦闘に用いられる計算装置を使用してなされるものである」としている。

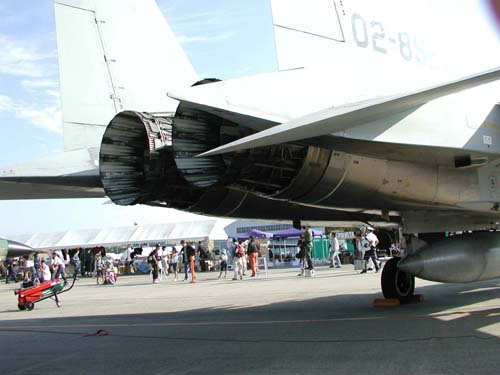
F100-IHI-220E
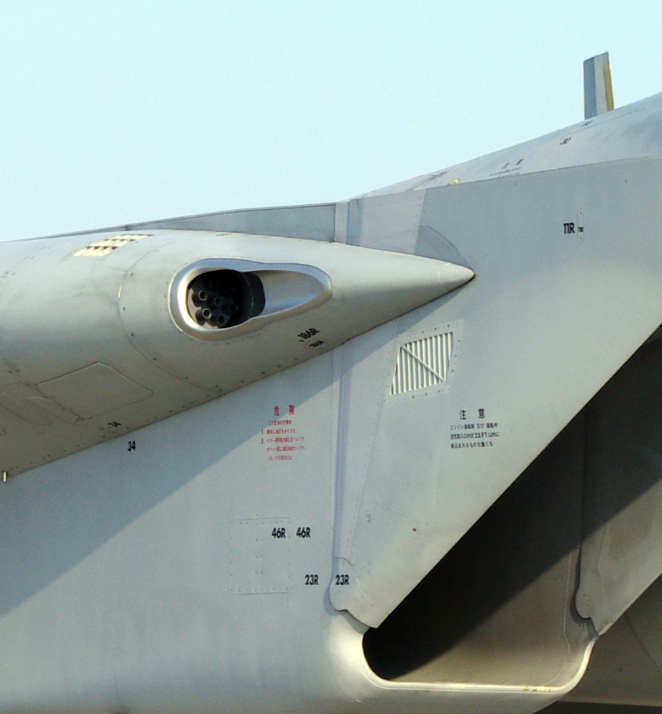
右翼の付根前縁にあるJM61A1 20mmバルカン砲の発射口
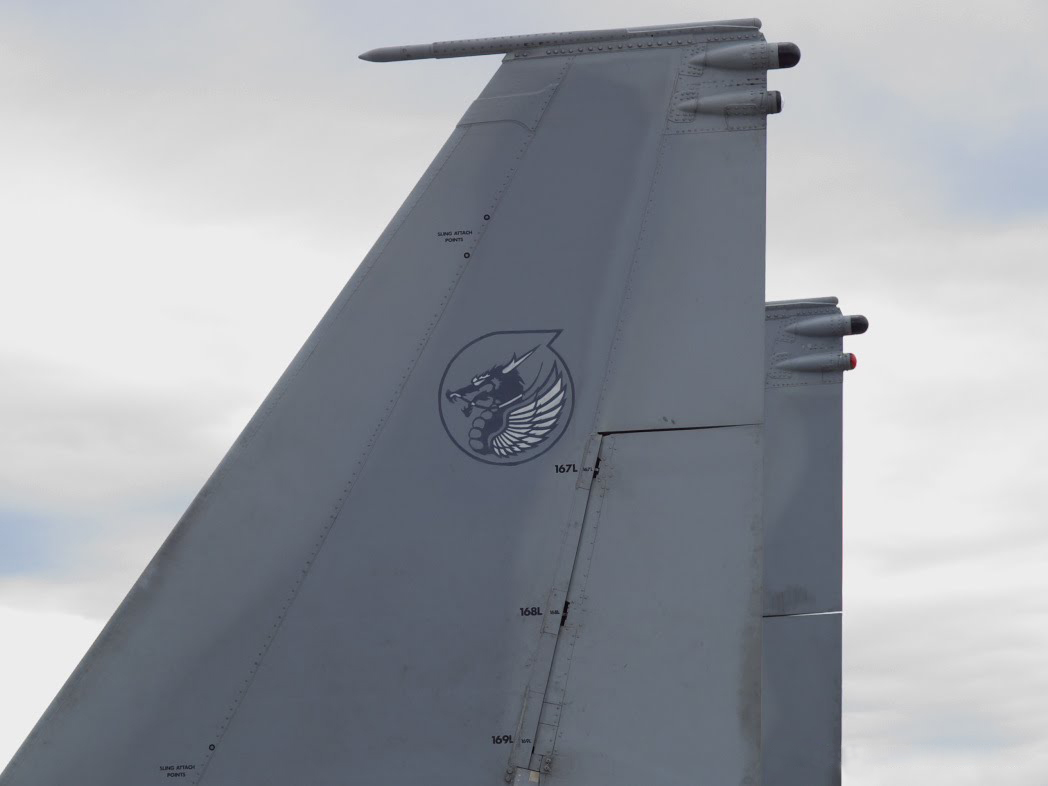
第303飛行隊所属F-15J（22-8929）の垂直尾翼

## 近代化改修
大きく分けて、F-15J/DJの中後期生産型にあたるJ-MSIP機（J：899-965、DJ：063-098）を対象とした近代化改修計画と、それより前の初期生産型のPre-MSIP機を対象にした近代化改修計画との2種類がある。

### J-MSIP機の近代化改修
J-MSIP機の近代化改修計画は計画当初は改修の進捗状況によって形態一型と形態二型に分けられており、いずれも三菱重工業を主契約としていた。だが実際に機体を改修する予算計上が進むにつれ当初の改修計画が変更されたため、この区分は正式に使われなくなった。しかし、実際には当初計画の改修項目を多く踏襲して改修しているため、本項目では計画の推移を判りやすくするため、便宜上、形態一型相当と形態二型相当の呼称を使用して記述する。
中期防衛力整備計画（平成17～21年度）においては、当初は期間中に26機を量産改修する予定だった。ところが米国のF-22Aの輸出規制措置により、老朽化したF-4EJ改を代替する予定だった第4次F-X機の選定を2008年（平成20年）以降に先送りとしたため、J-MSIP機の近代化改修でF-4EJ改の減勢による防衛力低下を補う必要が生じた。このため2008年（平成20年）度と2009年（平成21年）度に、当初は形態二型に予定されていた統合電子戦システムの搭載と次期輸送機の調達を先送りして、浮かせた予算を多数の近代化改修に割り当て、これに合わせて2009年（平成21年）度に中期防を改訂して改修機数を48機とした。2010年（平成22年）度からは、先送りされた統合電子戦システムの搭載予算が「F-15の自己防御能力向上」名目で別途計上されている。この時点では4個飛行隊分の88機を対象に近代化改修を行うとされていた が、中期防衛力整備計画（平成26～30年度）における「F-15の近代化改修」機数が26機と明記されたため、J-MSIP機の近代化改修機数は98機に増加、さらに2014年（平成26年）8月に近代化改修機数はJ-MSIP機全機である102機であるとされた。しかし平成31年行政事業レビューでは94機、うち納入済み90機とされている。令和元年度の防衛白書の解説「戦闘機体制の構築」では近代化改修を行っていない機体が8機あるとされた。
航空雑誌等ではこれらの改修機のことを纏めてF-15J改と呼んでいる。また、海外では「近代化」を意味する「modernized」の頭文字のMが付加されてF-15MJと呼ばれている。
形態一型相当
「F-15の近代化改修」名目で予算計上が進められた。
実施された改修内容
4.-8.は以前から別途実施されてきた改修であり、本来「F-15の近代化改修」とは別であるが、改修予算計上段階で本計画に統合された。当初、試改修初号機（12-8928）には4.-8.は実施されなかった。
1. セントラルコンピューターの再換装（CP-1075A/AYK→CP-1075C（P）/AYK）
2. 火器管制レーダーをAN/APG-63から改良型機械式アンテナアレイのAN/APG-63（V）1へ換装。バックエンドの一部が共通しているため、アクティブフェーズドアレイ（AESA）のAN/APG-63（V）3への再改修も容易である。
3. 空調設備（LPWS→HPWS）と発電装置（50KVA→75KVA）の改良（これに伴い、操縦席後方右側面の空調用丸型排気口を廃止）
4. AAM-4/-4Bの運用能力獲得
5. 通信装置への電波妨害対処機能付加
6. 飛行記録装置の搭載
7. 射出座席の改良
8. 戦術データ交換システム端末（MIDS-LVT（3））の搭載に向けた空間と配線の確保

進捗状況
- 平成9年（1997年）度：システム設計に着手
- 平成10年（1998年）度：細部設計開始
- 平成11年（1999年）度：一部機材の購入予算の計上を開始
- 平成12年（2000年）度：セントラルコンピューターや火器管制レーダー等の主要機材の購入予算を計上
- 平成14年（2002年）度：試改修作業開始。三菱へF-15J試改修初号機（12-8928）引き渡し

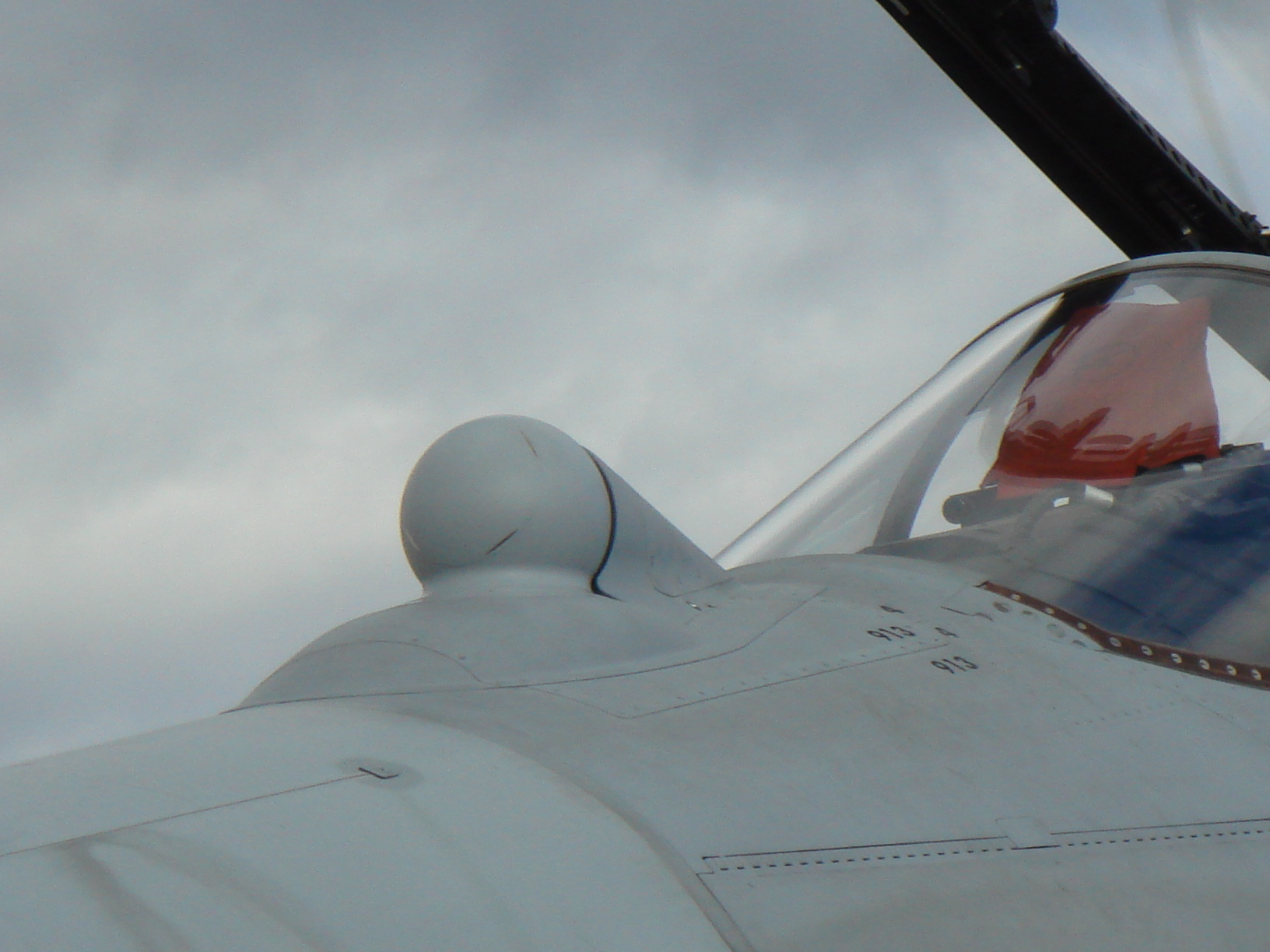
IRST装置

- 平成15年（2003年）度：7月24日、試改修初号機初飛行。10月21日に飛行開発実験団へ再納入、技術的追認を実施
- 平成16年（2004年）度：2機分の改修予算を計上
- 平成17年（2005年）度：4機分の改修予算を計上
- 平成18年（2006年）度：2機分の改修予算を計上
- 平成19年（2007年）度：F-2一括取得のために、改修予算の計上を見送り。9月12日の量産改修初号機（12-8948）納入後、年度内に2005年度予算計上分までの計6機を納入。
- 平成20年（2008年）度：残りの2機を納入。

形態二型相当
引き続き「F-15の近代化改修」名目で予算計上が進められた。全94機の計画数のうち試改修機2機を除く92機が予算計上されており形態一型相当の8機分についても再度計上された。
実施された改修内容
形態一型相当の改修要素に当初計画の形態二型から「統合電子戦システムの搭載」を割愛した次の要素を追加している。
1. ヘルメット装着式表示装置（HMD：Helmet Mounted Display。JHMCS を採用）搭載によるAAM-5の完全な運用能力獲得
2. 戦術データ交換システム端末（MIDS-LVT（3））の搭載

不良問題
平成26年6月、会計検査院からライセンス契約に基づき作成されたソフトウェアに係るライセンス上の制約から、修理等が行われていない状態となっているセントラルコンピュター13個（11億5267万円）、レーダー・データ・プロセッサー5個（13億3439万円）の修理を行うように改善要求が出された。その後、会計検査院は空自が対策を講じてセントラルコンピューターとレーダー・データ・プロセッサーの修理に着手し、今後は同様の事態が発生しない様に対策を立てていることを確認した。
進捗状況
- 平成14年（2002年）度：開発開始。
- 平成19年（2007年）度：3月8日に形態二型試改修初号機（32-8942）を飛行開発実験団に再納入し実用試験を開始し、一連の試改修事業を年度内に終了した。
- 平成20年（2008年）度：20機分の改修予算を計上。この一括調達により約168億円の経費を節減した。「統合電子戦システムの搭載」は当初計画の形態二型から分離されて先送りされることになった。
- 平成21年（2009年）度：22機分の改修予算を計上。中期防期間内で定められた改修数26機を超過するため中期防を改訂し48機とした。38機分のレーダー装置（AN/APG-63（V）1）の先行購入予算も計上した。
- 平成22年（2010年）度：2機分の改修予算を計上。12機を納入。
- 平成23年（2011年）度：8機分の改修予算を計上。10機を納入。
- 平成24年（2012年）度：補正予算分と合わせて6機分の改修予算を計上。10機を納入。
- 平成25年（2013年）度：6機分の改修予算を計上。9機を納入。
- 平成26年（2014年）度：12機分の改修予算を計上。11機を納入。
- 平成27年（2015年）度：8機分の改修予算を計上。8機を納入。
- 平成28年（2016年）度：8機分の改修予算を計上（補正予算）。8機を納入
- 平成29年（2017年）度：4機を納入。
- 平成30年（2018年）度：8機を納入。
- 令和元年（2019年）度：4機を納入。

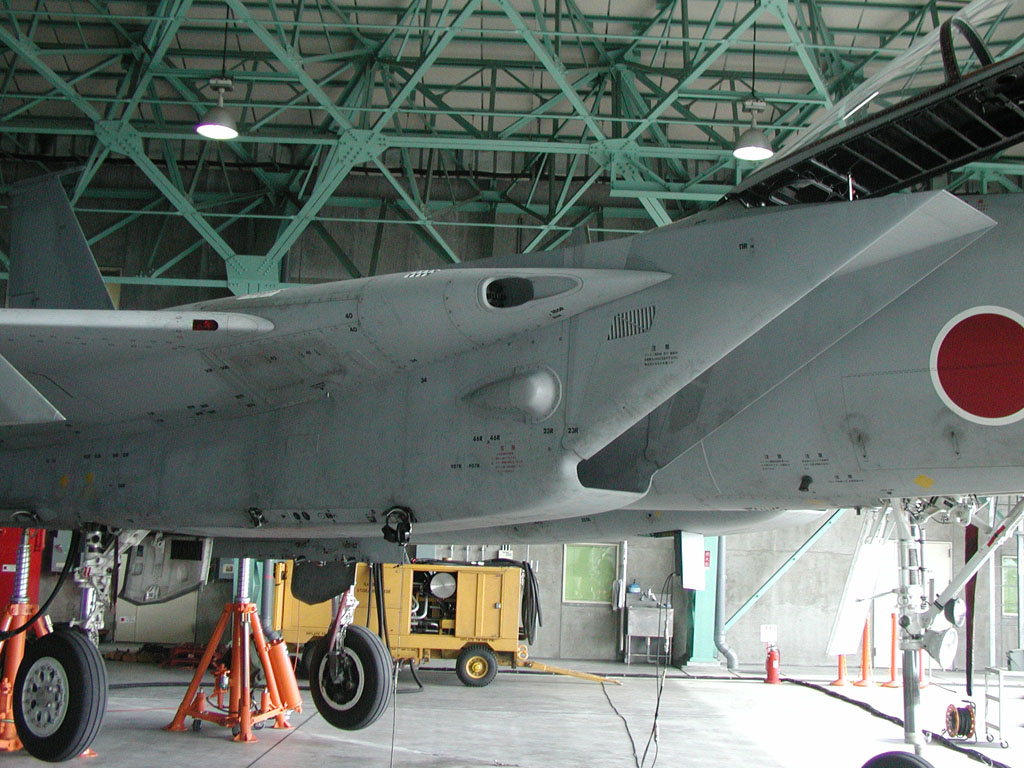
IEWS搭載改修を受けたF-15J 32-8942号機（2008年）
エアインテーク側面にIEWS用のアンテナフェアリングが備わる

| 予算計上年度         | 部品調達 | 改修  | 納入 |
| -------------------- | -------- | ----- | ---- |
| 平成16年度（2004年） | -        | 2機   | 0機  |
| 平成17年度（2005年） | -        | 4機   | 0機  |
| 平成18年度（2006年） | -        | 2機   | 0機  |
| 平成19年度（2007年） | -        | 0機   | 6機  |
| 平成20年度（2008年） | 20機     | 20機  | 2機  |
| 平成21年度（2009年） | 60機     | 22機  | 0機  |
| 平成22年度（2010年） | 0機      | 2機   | 12機 |
| 平成23年度（2011年） | 0機      | 8機   | 10機 |
| 平成24年度（2012年） | 0機      | 6機   | 10機 |
| 平成25年度（2013年） | 0機      | 6機   | 9機  |
| 平成26年度（2014年） | 0機      | 12機  | 11機 |
| 平成27年度（2015年） | 0機      | 8機   | 8機  |
| 平成28年度（2016年） | 0機      | 8機   | 8機  |
| 平成29年度（2017年） | 0機      | 0機   | 4機  |
| 平成30年度（2018年） | 0機      | 0機   | 8機  |
| 令和元年度（2019年） | 0機      | 0機   | 4機  |
| 合計                 | 80機     | 100機 | 92機 |

自己防御能力の向上
開発段階では「F-15の近代化改修」の形態二型の一要素であったが、調達予算計上段階からは「F-15の自己防御能力向上」名目で別途予算計上が進められている。形態二型相当機に対する上書き更新であると見られる。
実施された改修内容
1. 統合電子戦システムの搭載（レーダー警戒・電波妨害・射出型妨害の3装置の能力向上）、統合表示機能が追加される。

進捗状況
- 平成14年（2002年）度 - 平成19年（2007年）度：形態二型と同じ。
- 平成22年（2010年）度：2機分の改修予算を計上。
- 平成23年（2011年）度：2機分の改修予算を計上。
- 平成24年（2012年）度：補正予算分と合わせて3機分の改修予算を計上。
- 平成26年（2014年）度：22年度予算分の2機と23年度予算分の2機の計4機を納入。
- 平成27年（2015年）度：24年度予算分の1機を納入。

| 予算計上年度         | 改修 | 納入 |
| -------------------- | ---- | ---- |
| 平成22年度（2010年） | 2機  | -    |
| 平成23年度（2011年） | 2機  | -    |
| 平成24年度（2012年） | 3機  | -    |
| 平成25年度（2013年） | 0機  | -    |
| 平成26年度（2014年） | 0機  | 4機  |
| 平成27年度（2015年） | 0機  | 1機  |
| 平成28年度（2016年） | 0機  | -機  |
| 合計                 | 7機  | 5機  |

IRST装置（F-15）搭載改修
進捗状況
- 平成15年（2003年）度：開発開始。
- 平成20年（2008年）度：5月頃から形態一型のF-15J 試改修初号機（12-8928）を使用してIRSTの搭載実験を開始。
- 平成22年（2010年）度：開発完了。名称を「IRST装置（F-15）」に決定。
- 平成23年（2011年）度 - 平成26年（2014年）度：技術試験において、遷音速飛行領域（マッハ0.9～1.2）でセンサー部から生じる衝撃波がピトー管と干渉して高度・速度表示に誤差が生じることが確認されたことから、F-15近代化改修機の ADP（Air Data Processor）/OFP（Operational Flight Program）を改修し、IRST非搭載機相当まで影響を抑える対策を採る。これにより、平成24年（2012年）度の改修予算の計上を見送り。

NVG（夜間暗視装置）搭載改修
進捗状況
- 平成26年（2014年）度：1機分の改修予算を計上。

### 近代化改修機の能力向上
2018年12月18日に公表された中期防衛力整備計画に盛り込まれたもので、航空自衛隊の運用するF-15J/DJのJ-MSIP機(その後94機の近代化改修機のうち、単座のF-15J約70機のみに実施するとされた)に対し、さらなる能力向上改修（電子戦能力の向上、スタンドオフミサイルの搭載、搭載ミサイル数の増加等）を行う。ボーイングのプラット・クマール副社長はフライ・バイ・ワイヤを除く多くのF-15EXの機能を組み込むことを計画していると発言している。
2019年10月29日に米国防総省が米連邦議会に通知した内容によれば、航空自衛隊向けの再改修はJapanese Super Interceptor（JSI）と呼ばれ、パッケージには”レイセオンのAN/APG-82(V)1 AESAレーダー最大103基、ハネウェルのADCP IIミッションコンピューター116基、BAEシステムズのAN/ALQ-239「DEWS」統合電子戦システム101基、JMPS（任務計画システム）、SAASM GPSモジュール、ARC-210通信機”が含まれることが明らかとなっている。アップグレードに機体時間の延長も含まれるかどうかは不明。
スタンドオフミサイルに関しては、2017年に導入を表明したF-15Jへの搭載が報道された「JASSM」や「LRASM」などを統合する予定で、2018年度予算で搭載に必要な機体改修を行うための適合性調査費用としてF-35A用のJSM取得も合わせ22億円が計上された。
しかし、改修にかかる設計費や部品、工具などが高騰し、初期費用が1000億円以上に上ることが判明し、当初の予定より大幅に遅れる見通しであることが判明、費用をめぐって日米間の協議も難航したため、岸信夫防衛相が改修計画の精査を指示し、改修に先立って必要となる設計費や作業用の施設などを整備するための初期経費として、2020年度予算などで米国政府や日本のメーカーと予定していた390億円分の改修契約は中止された。
防衛省はJ-MSIP機の再近代化改修について、開発元の米国側から改修費の大幅な増額を求められたことを受け、LRASMの導入は困難と判断して見送ることで費用低減が見込めることから、事業継続は可能との結論に至った。LRASMの導入見送りによる代替となる対艦攻撃能力は陸上自衛隊の12式地対艦誘導弾を元に開発される新型の国産長射程ミサイルを改良し、F-2戦闘機などに搭載することで確保する考えだとしている。また、電子戦装置については当初計画ではDEWSを導入予定だったものの、事業見直しの結果、米空軍のF-15EXに導入されるBAEシステムズのAN/ALQ-250 EPAWSS(Eagle Passive Active Warning Survivability System)に変更された。
このほか、「F-15への国産レーダー等搭載化に関する検討役務」として国産レーダー搭載に関する検討も実施されていたが実現しなかった。従来改修で搭載してきたAAM-4及びAAM-5について搭載可能にするかどうかは米企業と政府で調整中とされている。

中期防衛力整備計画 (2019)期間中に20機の予算化を予定しており1機当たり単価は約35億円とされていた。
2022年2月には、能力向上改修の対象機は近代化改修実施済みの単座型68機である旨が防衛装備庁より発表された。
進捗状況
- 2018年度：F-15等へのスタンド・オフ・ミサイル（JASSM/LRASM）の搭載に必要な機体改修を行うための適合性調査等の関連予算を計上。
- 2019年度：2機分の改修予算約108億円と設計変更等の関連予算約412億円を計上。
- 2020年度：関連予算を計上。7月に三菱は直接商業売却（Direct Commercial Sales：DCS）契約（最大98機）をボーイングと締結。

令和2（2020）年度に計上されていた約390億円の予算執行は見送られている。
- 2022年度：2機分の改修と関連予算約520億円を計上。
- 2023年度：18機分の改修と初度費約816億円を計上。
- 2024年度：関連予算約133億円を計上。

### Pre-MSIP機の近代化改修と今後
F-15Jは内部の配線がH-009規格(通称フーナインと呼ばれ電磁ノイズに脆弱で生産性が悪い為F-111とF-15しか採用例がない)で製造された前期型（Pre-MSIP）と、MIL規格の一つであるMIL-STD-1553B規格で製造された中後期型のもの（J-MSIP）がある。MIL-STD-1553Bで製造されていた機体は改修が比較的容易であったため近代化改修された。H-009規格で製造された機体を近代化改修するには
- 内部配線をMIL-STD-1553Bまたはその上位規格のMIL-STD-1760に対応したものに交換する(NASAの実験機で改修例はあるが、アビオニクスを接続し作戦行動をする為には適応試験が必要)。
- H-009規格に対応した搭載機器を新たに開発する。

のいずれかが必要である。このため前期生産型のPre-MSIP機においては、1機（42-8832）が修理を兼ねてJ-MSIP機に改修された以外は、機体寿命に対して改修期間と費用が莫大となるおそれがあるため、J-MSIP機のような大幅な近代化改修を実施しない予定である。
しかし、新開発の「自衛隊デジタル通信システム (JDCS (F)) 」を搭載して、J-MSIP機と同様に戦闘機間や自動警戒管制システム（JADGE）とのデータリンクを実現する計画があった。JDCS(F)は、機体の残余容積やデータ処理能力の不足に対応することなしには搭載の困難なMIDS-LVT端末の、およそ半分の経費で搭載可能である。また、これらはF-2戦闘機にも搭載される予定である。JDCS(F)搭載試作改修機（62-8867、82-8897）には左主翼上面付け根に専用のブレードアンテナが装備されている。
約100機のPre-MSIP機は改修せず、そのまま第5世代ジェット戦闘機のF-35Aの調達によって代替することも検討されている。このため、20機が予算計上されたF-2とは異なり、量産改修の予算計上はなされなかった。31中期防ではF-35Aでの代替及びF-35Bの新規取得の方針が示された。
2023年5月現在、Pre-MSIP機が退役した後に搭載されているF100エンジンを取り外しF-15やF-16の運用国向けに輸出することが検討されている。ただし防衛装備移転三原則に抵触するため規制を緩めることが必要となっている。

## 仕様
出典: 最新! 航空自衛隊のすべてがわかる本 F-X完全解説&最終結論, Federation of American Scientists
諸元
- 乗員: 1名（DJ型は2名）[109]
- 全長: 19.4 m[109]
- 全高: 5.6 m[109]
- 翼幅: 13.1 m[109]
- 翼面積: 56.5 m2(C)
- 最大離陸重量: 30,845 kg
- 動力: プラット・アンド・ホイットニー/石川島播磨 F100-IHI-100（及びF100-IHI-220E）[109] ターボファンエンジン、 （14,600 lb）[110] × 2

性能
- 最大速度: M2.5[109]
- 実用上昇限度: 19,000 m[109]
- 戦闘行動半径: 1,900 km[109]

武装
- 固定武装: JM61A1 20mmバルカン砲×1（装弾数：940発）
- ミサイル: 　
  - 短射程空対空ミサイル
    - AIM-9L サイドワインダー
    - 90式空対空誘導弾（AAM-3）
    - 04式空対空誘導弾（AAM-5）（改修機対応）

  - 中射程空対空ミサイル
    - AIM-7F/M スパロー
    - 99式空対空誘導弾（AAM-4）/99式空対空誘導弾（B）（AAM-4B）（改修機対応）
    - AIM-120 AMRAAM（改修機対応、試験運用にて使用実績あり）
- 爆弾: 　
  - Mk.82 500lb通常爆弾：無誘導
- アビオニクス:

- AN/APG-63 火器管制レーダー
- AN/APG-63（V）1 火器管制レーダー（改修機）
- AN/ARC-182 UHF/VHF無線機
- AN/ARN-118（V） 戦術航法装置
- J/ASW-10 データリンク装置
- AN/APX-101（V） IFF応答装置
- AN/APX-76A（V） IFF質問装置
- AN/ASN-109 慣性航法装置
- AN/AWG-20 PACS（J-MSIP機）
- AN/AWG-27 PACS（改修機）
- AN/AVQ-20 ヘッドアップディスプレイ

- J/TEWS
  - J/APR-4/-4A/-4B レーダー警戒装置
  - J/ALQ-8 機上電波妨害装置
  - AN/ALE-45J チャフ・フレアディスペンサー
  - J/APQ-1 後方警戒装置

- 統合電子戦システム（改修機）
  - J/APR-4A/-4B レーダー警戒装置
  - J/ALQ-8B 機上電波妨害装置
  - J/APQ-1 後方警戒装置
  - AN/ALE-47 チャフ・フレアディスペンサー